# Parement de Narbonne
Le Parement de Narbonne est une œuvre attribuée à un maître inconnu, possiblement Jean d'Orléans, réalisée vers 1375, conservée au musée du Louvre.
Compte tenu de sa fragilité, il est décidé en 2015 de la retirer des salles d'exposition du Louvre durant plusieurs années.

## Description
Commandé par le roi Charles V, ce parement servait à la cathédrale de Narbonne durant la période de la Passion et était tendu devant l'autel, avec la scène de la crucifixion bien au centre.
Les couleurs sont absentes, selon la technique dite grisaille, dans le but de favoriser le recueillement.
Le parement est composé de plusieurs sections, chacune représentant un épisode de la Passion :
- l'Arrestation du Christ ;
- la Flagellation ;
- le Portement de croix ;
- la Crucifixion ;
- la Mise au tombeau ;
- le Christ dans les limbes ;

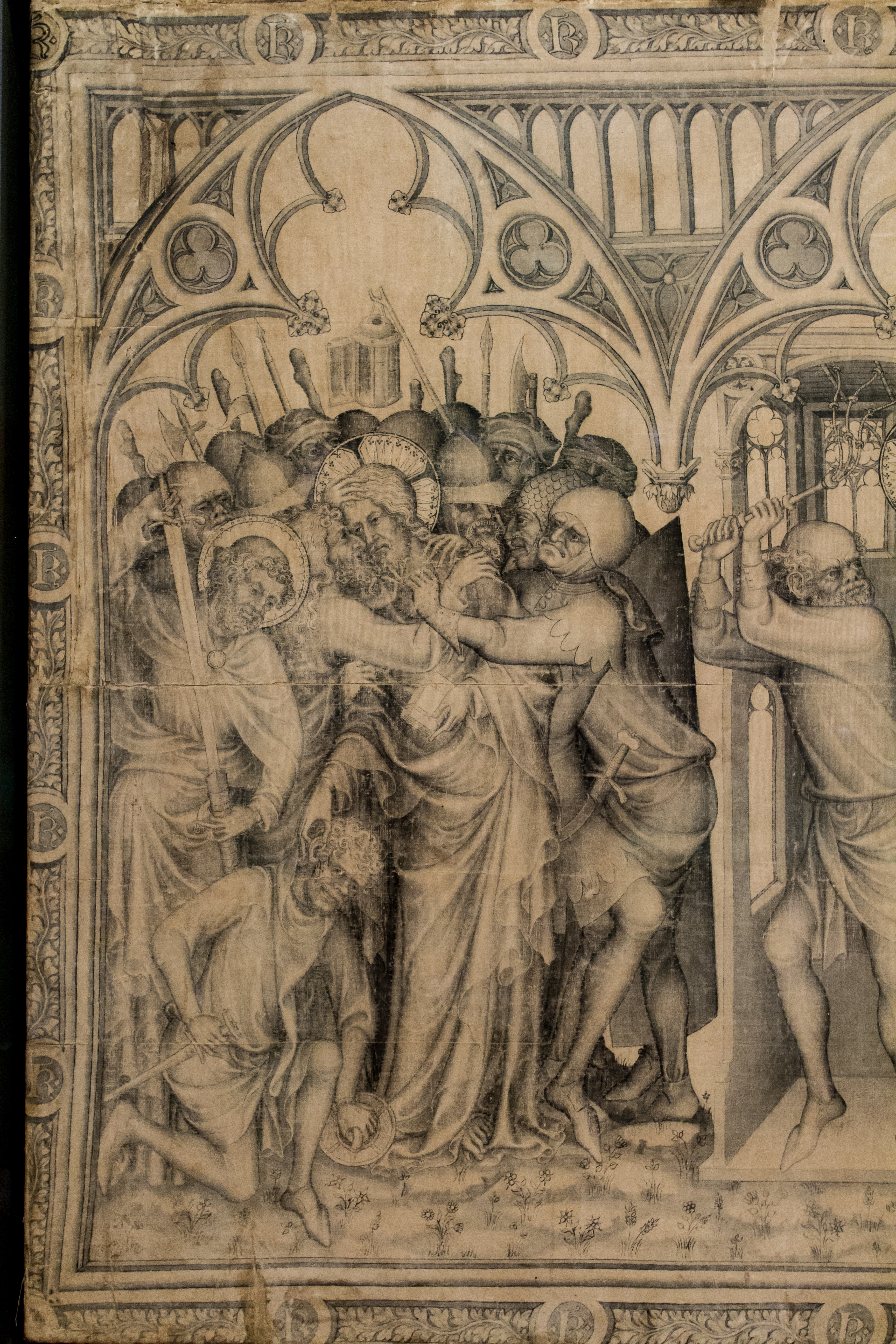
Section de l'Arrestation.

- la Rencontre du Christ ressuscité avec Marie-Madeleine.

Au centre, le roi Charles V et la reine Jeanne de Bourbon sont représentés, agenouillés de part et d'autre de la Crucifixion. On y retrouve également des donateurs royaux, une allégorie d'Ecclesia avec le prophète Isaïe et de Synagoga avec le roi David. D'autres personnages sont reconnaissables : Malchus, saint Pierre et Judas Iscariote.
L'initiale (K pour Karolus) est répétée sur l'encadrement peint et désigne le roi Charles.
Le parement a été acheté à Narbonne au début du XIXe siècle par le peintre Jules Boilly. Il a été acquis en 1852 par le Louvre.